# ハイバーチュン区
ハイバーチュン区（ハイバーチュンく、ベトナム語：Quận Hai Bà Trưng / 郡𠄩婆徵）はハノイ市最大の区 (郡)。
ハノイで最も初期にできた4区の一つであり、歴史上、有名な徴姉妹 (ハイバーチュン)にちなんで名づけられた。ハノイ工科大学やハノイ土木大学など、大規模な大学を有する。

## 行政
ハイバーチュン区は20の坊を管轄している。
- グエンズー坊（Nguyễn Du / 阮攸）
- ブイティスアン坊（Bùi Thị Xuân / 裴氏春）
- ゴーティーニャム坊（Ngô Thì Nhậm / 吳時任）
- ドンニャン坊（Đồng Nhân / 同仁）
- バックダン坊（Bạch Đằng / 白藤）
- タインニャン坊（Thanh Nhàn / 淸閑）
- バックコア坊（Bách Khoa / 百科）
- ヴィントゥイ坊（Vĩnh Tuy / 永綏）
- チュオンディン坊（Trương Định / 張定）
- レダイハイン坊（Lê Đại Hành / 黎大行）
- フォーフエ坊（Phố Huế / 舖化）
- ファムディエンホー坊（Phạm Đình Hổ / 范廷琥）
- ドンマック坊（Đông Mác / 東漠）
- タインルオン坊（Thanh Lương / 淸涼）
- カウゼン坊（Cầu Dền / 梂畑）
- バックマイ坊（Bạch Mai / 白梅）
- クインマイ坊（Quỳnh Mai / 瓊梅）
- ミンカイ坊（Minh Khai / 明開）
- ドンタム坊（Đồng Tâm / 同心）
- クインロイ坊（Quỳnh Lôi / 瓊雷）